# Ragnar Östman
Ragnar Östman, född  13 juni 1878 i Gävle, Gävleborgs län, död 1 juli 1930 i Maria Magdalena församling, Stockholm
, var en svensk arkitekt.
Östman ritade möbler, i början massiva och tunga pjäser; senare arbetade han i en lättare engelskinspirerad stil. Omkring 1910 gick han över till en elegant jugendstil, ibland med inslag av nyempir, vanligen med möbler i mahogny.